# 欧特里沃 (奥恩省)
欧特里沃（法語：Hauterive，法語發音：[otʁiv] ⓘ）是法国奥恩省的一个市镇，属于阿朗松区。

## 地理
欧特里沃（48°28'39"N, 0°11'58"E）面积6.98 平方千米，位于法国诺曼底大区奧恩省，该省份为法国西北部内陆省份，北起顺时针与卡爾瓦多斯省、厄尔省、厄尔-卢瓦省、萨尔特省、马耶讷省和芒什省接壤。
与欧特里沃接壤的市镇（或旧市镇、城区）包括：拉雷、勒梅尼勒布鲁、梅尼勒埃勒、讷伊莱比松、瑟马莱、佩尔塞涅新城。

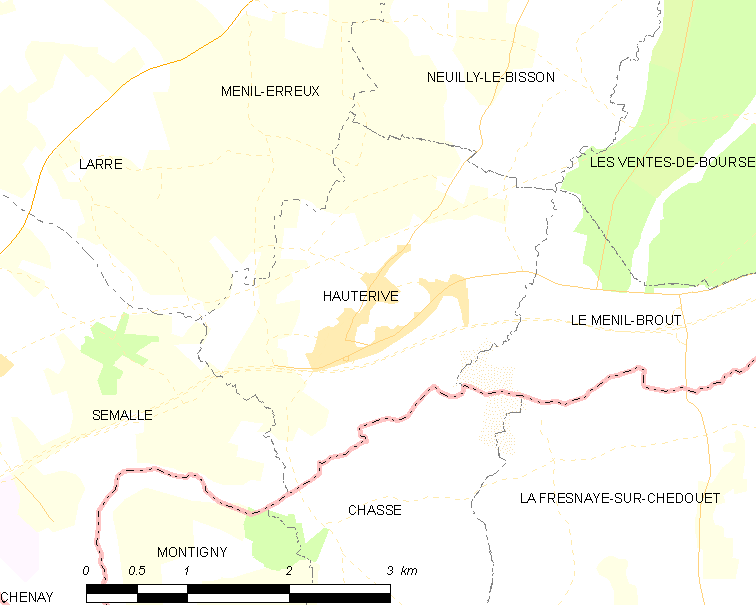
的OSM定位图

欧特里沃的时区为UTC+01:00、UTC+02:00（夏令时）。

## 行政
欧特里沃的邮政编码为61250，INSEE市镇编码为61202。

## 政治
欧特里沃所属的省级选区为埃库沃县。

## 人口

1962-2008年间人口变化图示

欧特里沃于2022年1月1日时的人口数量为459人。